# Zwartewaterland
Zwartewaterland (anhörenⓘ) ist eine Gemeinde in der niederländischen Provinz Overijssel mit insgesamt 23.510 Einwohnern (Stand 1. Januar 2025). Zur Gemeinde gehören die Städtchen Genemuiden (10.495 Einwohner am 1. Januar 2024), Hasselt (7775 Einwohner), Zwartsluis (4990 Einwohner) und einige kleinere Ortschaften. Sitz der Gemeinde ist Hasselt.

## Lage und Wirtschaft
Die Gemeinde liegt südlich von Steenwijkerland am Zwarte Water. Das Zwarte Water ist in Zwolle durch einen Kanal mit der IJssel verbunden. Das Zwarte Water mündet in das Zwarte Meer, einen Randsee des Noordoostpolders, also früher ein Teil der Zuiderzee. In das Zwarte Water mündet die Vechte.
Hasselt liegt nur 10 Kilometer von Zwolle entfernt. Genemuiden und Zwartsluis liegen etwa 5 km nördlicher, einander nahezu gegenüber am Zwarte Water. Hasselt und Zwartsluis haben kleine Häfen mit etwas Industrie. Genemuiden, ein ehemaliges Schilfrohr- oder Reetverarbeitungszentrum, hat immer noch bedeutende Fabriken, in denen Matten und Teppiche erzeugt werden. Der Wassersporttourismus ist ebenfalls wichtig für die Gemeinde.

## Geschichte
Hasselt ist seit dem 9. Jahrhundert nachweisbar und erhielt 1252 das Stadtrecht von Bischof Heinrich I. von Vianden. Die Stadt war rund 100 Jahre später Mitglied der deutschen Hanse. Der Handel verlief vor allem über die Zuidersee. Am Ende des Mittelalters war Hasselts Blütezeit als Handelsstadt jedoch vorüber. Andere, günstiger gelegene Städte hatten den Handel aus Hasselt fortziehen lassen.
Im Achtzigjährigen Krieg, dem Unabhängigkeitskrieg der Niederlande, hatte Hasselt eine wichtige strategische Funktion. Zunächst hatte der Graf von Rennenberg, Georg von Lalaing, die Städte Overijssels, darunter auch Hasselt, für Wilhelm von Nassau gesichert. Als der Graf von Rennenberg jedoch 1580 vom niederländischen zum spanischen Lager wechselte, war es für die Niederländer wichtig, so viele befestigte Orte wie möglich zu halten. Die niederländischen Truppen in Hasselt standen ab 1587 für mehrere Jahre unter dem Kommando Johannes Corputius’, der im Dienst des Grafen Adolf von Neuenahr stand.
Genemuiden erhielt das Stadtrecht um 1275. Ein Stadtbrand zerstörte 1866 die Altstadt völlig.

## Politik
Im Jahr 2022 konnte die SGP erstmals in der Geschichte von Zwartewaterland eine Kommunalwahl gewinnen. Dabei holte sie einen Stimmanteil von 26,6 Prozent.

### Gemeinderat
Der Gemeinderat von Zwartewaterland formiert seit der Gemeindegründung folgendermaßen:
| Partei                           | Sitze | Sitze | Sitze | Sitze | Sitze | Sitze |
| Partei                           | 2000  | 2006  | 2010  | 2014  | 2018  | 2022  |
| -------------------------------- | ----- | ----- | ----- | ----- | ----- | ----- |
| SGP                              | 4     | 4     | 4     | 5     | 4     | 6     |
| Hervormde Kiesvereniging         | 4     | 4     | –     | –     | –     | –     |
| ChristenUnie                     | 4     | 5     | 5     | 5     | 5     | 4     |
| Buitengewoon Zwartewaterland     | –     | –     | –     | –     | 3     | 4     |
| CDA                              | 4     | 4     | 4     | 4     | 3     | 2     |
| PvdA                             | 3     | 4     | 3     | 2     | 2     | 2     |
| VVD                              | 2     | 1     | 1     | 1     | 1     | 1     |
| Gemeentebelangen Zwartewaterland | 2     | 1     | 2     | 2     | 1     | –     |
| Gesamt                           | 19    | 19    | 19    | 19    | 19    | 19    |

## Sehenswürdigkeiten
Ein kleiner Teil des Naturparks und Feuchtgebietes „De Wieden“ (siehe unter: Steenwijkerland) liegt in der Gemeinde, direkt nördlich von Zwartsluis.
Genemuiden hat einen großen Jachthafen, Zwartsluis einen kleineren.
Hasselt hat im Stadtkern ein Rathaus (1550–1615) und mehrere alte Häuser (1650–1800). Herausragend ist die spätgotische Stephanuskerk (1466), mit unter anderem Deckenmalereien und einer bemerkenswerten Orgel. Das Städtchen ist ein Wallfahrtsort (jährlich am Fronleichnamstag). Zu diesem Zweck wurde an der „Heiligen Stätte“ 1933 eine neue Kirche gebaut.

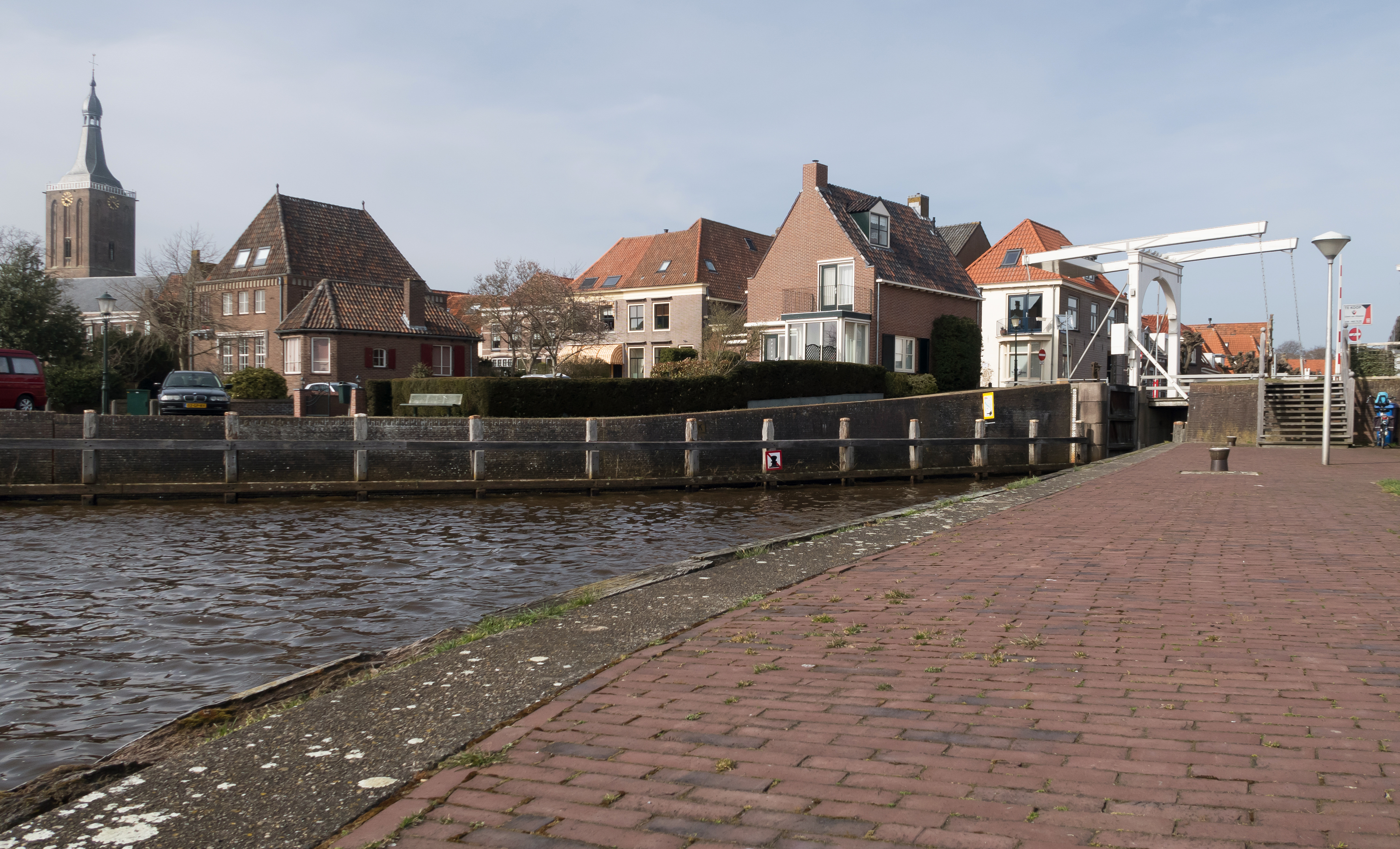
Hasselt, (Grote of Sint-Stephanuskerk) in der Stadt
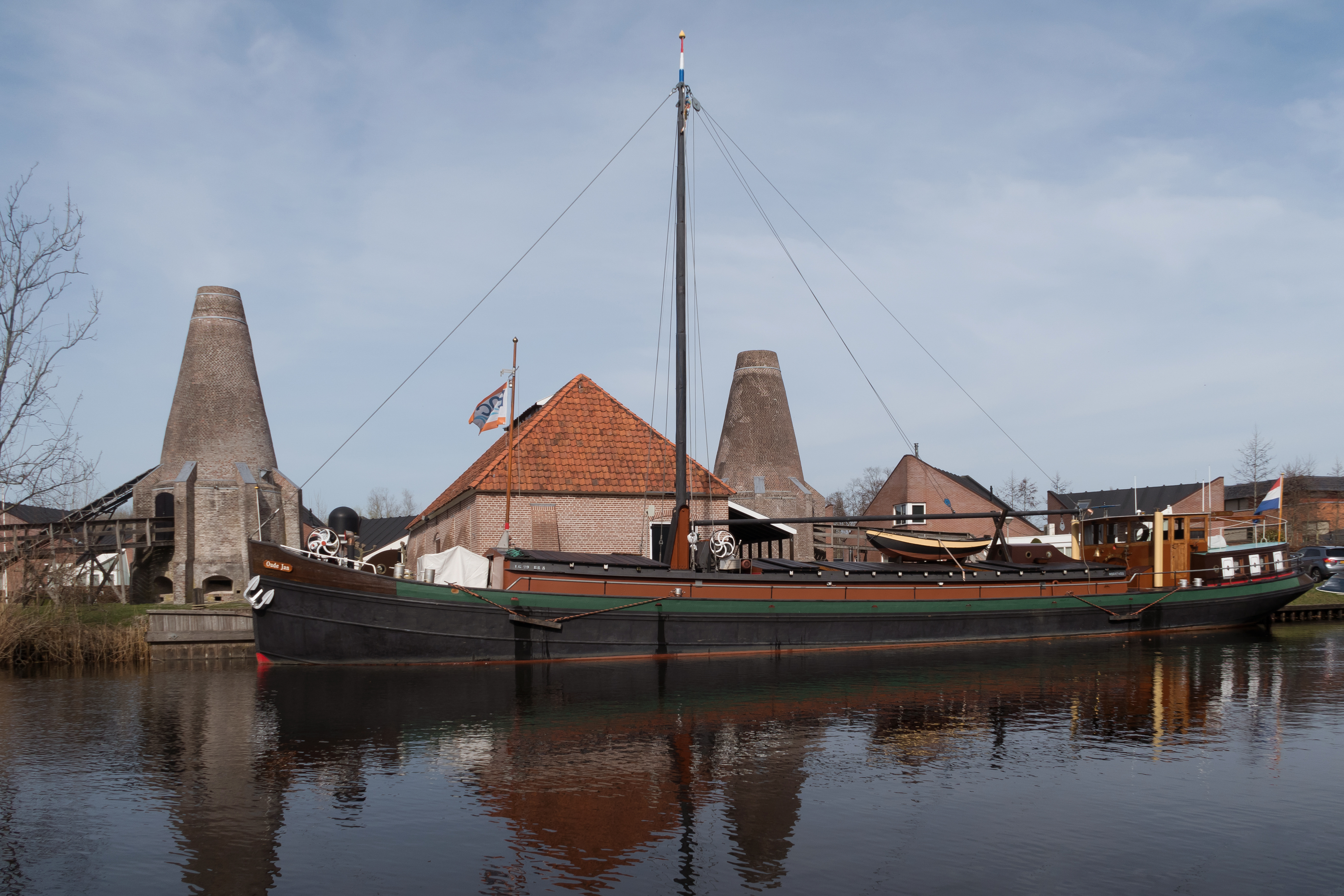
Hasselt, Fremdenzimmer de Oude Jan mit zwei monumentalen Kalköfen
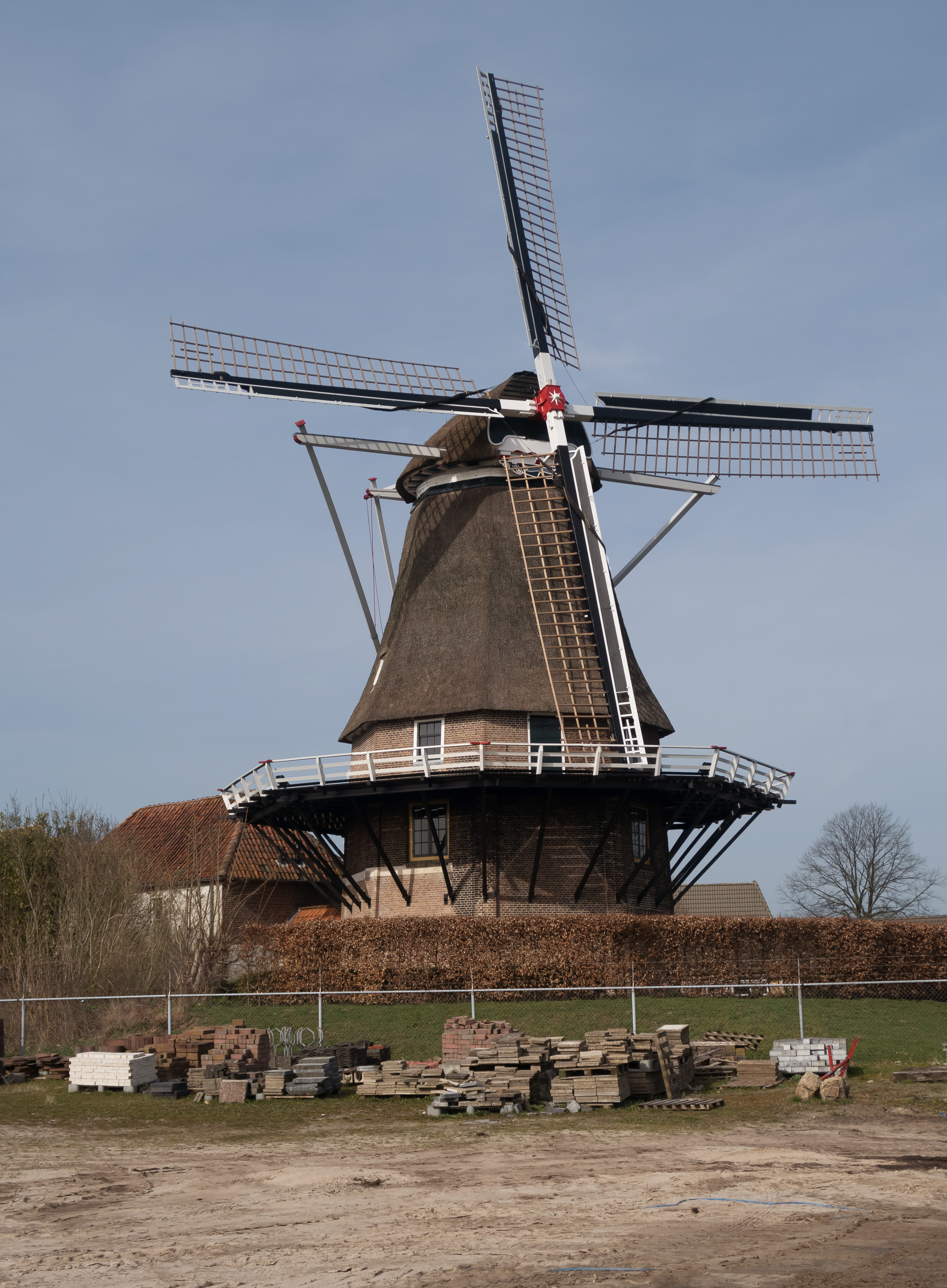
Hasselt, Windmühle: korenmolen de Zwaluw

## Persönlichkeiten
- Johannes Kielstra (1878–1951), Kolonialbeamter und Diplomat
- Tim Naberman (* 1999), Radrennfahrer